# Хенриксен, Лэнс
Лэнс Хенриксен (англ. Lance Henriksen; род. 5 мая 1940, Манхэттен, Нью-Йорк) — американский актёр и художник. Обычно исполняет роли «отрицательных» героев, снимается преимущественно в триллерах, фильмах ужасов и боевиках. Играет также в телесериалах и телефильмах, занимается озвучиванием мультфильмов и компьютерных игр.
В 2009 году актёр получил премию «Сатурн» в категории «Награда за достижения в карьере».

## Биография

### Ранние годы
Хенриксен родился 5 мая 1940 года в Манхэттене, Нью-Йорке. Его отец, Джеймс Хенриксен, был норвежским торговым моряком и боксером по прозвищу «Ледяная вода», который провел большую часть своей жизни в море, а его мать, Маргерит Вернер, изо всех сил пыталась найти работу инструктором по танцам, официанткой и моделью. Его родители развелись, когда ему было два года, и его матери было трудно воспитывать его и его брата, в результате чего он провел часть своего детства в приемной семье. Во время интервью Хенриксен рассказал, как в семь лет мать вручила ему свидетельство о рождении и сказала: «Ты всегда будешь знать, кто ты», а затем выгнала его из дома. Хенриксен фактически не выходил из дома, пока ему не исполнилось 12 лет, заявив, что ему «надоела» семейная жизнь и что он подвергся физическому насилию со стороны нескольких членов семьи: «Меня много избивали. Разные люди, родственники. Я помню каждое лицо из моего детства. Мои дяди-алкоголики, кто бы то ни было. Я здесь не жалуюсь, я не Квазимодо. Так оно и было». В другой раз двое его дядей пытались убедить его принять Метадрин, а затем ради денег по страховке принять участие в инсценированной автокатастрофе.
В детстве Хенриксен имел репутацию человека, который попадал в неприятности в различных школах, которые посещал, и даже проводил время в детском доме. Он бросил школу после окончания первого класса и был неграмотным до 30 лет. Он служил в ВМС США с 1955 по 1958 год и получил звание старшина третьего класса.

### Актёрская карьера
Первой работой Хенриксена в театре была разработка декораций для постановок, именно так он и получил свою первую роль: его пригласили поучаствовать в спектакле, где он был постановщиком декораций. Достигнув 30-летнего возраста, Хенриксен окончил престижную актёрскую студию (англ. Actors Studio) в Нью-Йорке и там же начал актёрскую карьеру. Затем он переехал в Атлантик-сити, где заработал некоторую сумму денег и стал азартным игроком. Однако он решил оставить игру и продолжить карьеру в шоу-бизнесе. Он выступал в роли доброго отца в небродвейских театрах (англ. Off Broadway). В кино он впервые появился в 1972 году в фильме «Это не легко» (It Ain’t Easy). Снимаясь в основном во второстепенных ролях, он снялся более чем в ста фильмах: от малобюджетных «ужастиков» до произведений независимого американского кинематографа (в частности, в философской притче Джима Джармуша «Мертвец», в фильме Стивена Спилберга Близкие контакты третьей степени (1977), в фильме Омен 2: Дэмиен (1978)). Также он сыграл роли астронавта Уолтера Ширра в Парни что надо (1983) и актёра Чарльза Бронсона в телесериале Reason for Living: The Jill Ireland Story (1991).
Более всего Лэнс Хенриксен известен по роли андроида Бишопа в фильмах «Чужие», «Чужой 3», и роли миллиардера Чарльза Бишопа Уэйланда, основателя корпорации Уэйланд-Ютани (Weyland-Yutani) в фильме «Чужой против Хищника (2004)», и его потомка, Бишопа II в финале «Чужого 3». Внешность последнего была придана всем синтетическим андроидам серии Бишоп 341-B.
В 1995 году Хенриксен появился в фильме «Аврора: операция Перехват» вместе с британским актёром Брюсом Пэйном и российской актрисой Натальей Андрейченко. В 1996 году Хенриксен снялся в телесериале «Тысячелетие», созданном и снятом Крисом Картером, создателем телесериала «Секретные материалы». Хенриксен сыграл роль агента ФБР Фрэнка Блэка, обладающего сверхспособностью читать мысли убийц. Благодаря этой роли, он был номинирован на награду народного выбора (лучшая новая мужская телевизионная роль) и три последовательные номинации в течение трёх лет (1997—1999) на премию Золотого глобуса: за лучшую актёрскую игру в телесериале (показ которого прекратился в 1999).
В 1997 г. Хенриксен снялся в роли Фрэнка Моргана - главного героя вестерна Ларри Фергюссона «Полуночный стрелок» (Gunfighter's Moon). Вместе с актёром в фильме, получившем высокую оценку киносообщества в США и Канаде (рейтинг IMDb 6.6), снялись Кэй Ленц, Дэвид МакИлрайт, Никки Делоач и ряд других, менее известных актёров.
На телевидении Хенриксен появлялся в мини-сериале «На Западе» (2005), продюсируемом Стивеном Спилбергом. Он также появлялся в бразильской мыльной опере «Caminhos do Coração» («Пути сердца») бразильской телесети Rede Record. В январе 2009 года было объявлено, что Хенриксен приглашён на роль местного шерифа в эпизоде телесериала Морская полиция: Спецотдел.
Хенриксен также известен как актёр озвучивания мультфильмов и видеоигр. Он озвучил обезьяну — приёмного родителя Тарзана в диснеевском «Тарзане» (1999), главного злодея-пришельца Браниака в «Superman: Brainiac Attacks» (2006), Молова — одного из героев видеоигры Red Faction II (2002), адмирала Хакетта из Альянса человеческих систем в игре Mass Effect (2007), генерала Шепарда в игре Call of Duty Modern Warfare 2. В 2005 Хенриксен озвучил Андрея Рублёва в двухсерийном мультфильме Immortal Grand Prix. Также он озвучил героя Lockdown в мультсериале Transformers.
У Хенриксена есть дочь Алками, которая сыграла роль в эпизоде сериала «Тысячелетие». Хенриксен переехал со своей женой Джейн Поллак и с дочерью Сейдж Ариэль на Гавайи.
Почти вся карьера актёра построена на исполнении ролей злодеев, убийц, насильников, продажных полицейских, инопланетян, извращенцев и других асоциальных личностей. Однако, например, в фильме "Цвет ночи" (1994) он сыграл бывшего полицейского Бака, дочь и жену которого убили грабители.

## Фильмография
| Год       |     | Русское название                            | Оригинальное название                  | Роль                           |
| --------- | --- | ------------------------------------------- | -------------------------------------- | ------------------------------ |
| 1972      | ф   | Это не легко                                | It Ain't Easy                          | Рэнди                          |
| 1973      | ф   | Император Севера                            | Emperor of the North Pole              | рабочий на железной дороге     |
| 1975      | ф   | Собачий полдень                             | Dog Day Afternoon                      | Мёрфи                          |
| 1976      | ф   | Следующий человек                           | Next Man                               | федеральный служащий           |
| 1976      | ф   | Обречённое поместье                         | Mansion of the Doomed                  | доктор Дэн Брайан              |
| 1976      | ф   | Телесеть                                    | Network                                | юрист UBS                      |
| 1977      | ф   | Близкие контакты третьей степени            | Close Encounters of the Third Kind     | Роберт                         |
| 1978      | ф   | Омен 2: Дэмиен                              | Damien Omen 2                          | сержант Дэниэл Нэфф            |
| 1981      | ф   | Пиранья 2: Нерест                           | Piranha II: The Spawning               | Стив Кимбруг                   |
| 1981      | ф   | Принц города                                | Prince of the City                     | Бурано                         |
| 1983      | ф   | Кошмары                                     | Nightmares                             | МакЛеод                        |
| 1983      | ф   | Парни что надо                              | Right Stuff                            | Уолтер Ширра                   |
| 1983—1984 | с   | Кегни и Лейси                               | Cagney & Lacey                         | Johnny 'Nose' / Sgt. King      |
| 1984      | с   | Команда «А»                                 | A-Team                                 | Мак Дэлтон                     |
| 1984      | ф   | Терминатор                                  | Terminator                             | детектив Вукович               |
| 1985      | ф   | Зазубренное лезвие                          | Jagged Edge                            | Фрэнк Мартин                   |
| 1986      | ф   | Опасная территория                          | Choke Canyon                           | Брук                           |
| 1986      | ф   | Чужие                                       | Aliens                                 | Бишоп                          |
| 1987      | ф   | Почти стемнело                              | Near Dark                              | Джесс Хукер                    |
| 1988      | ф   | Демон-мститель                              | Pumpkinhead                            | Эд Харли                       |
| 1989      | ф   | Дом ужасов                                  | The Horror Show                        | детектив Лукас МакКарти        |
| 1989      | с   | Красавица и Чудовище                        | Beauty and the Beast                   | Snow                           |
| 1989      | ф   | Красавчик Джонни                            | Johnny Handsome                        | Рейф                           |
| 1989      | ф   | Проверка на выживание                       | Survival Quest                         | Хэнк                           |
| 1989      | ф   | Список приговорённых                        | Hit List                               | Крис Калик                     |
| 1990      | ф   | Последний самурай                           | Last Samurai                           | Джонни Конго                   |
| 1990—1991 | с   | Байки из склепа                             | Tales from the Crypt                   | Reno Crevice / Sergeant Ripper |
| 1990      | ф   | Колодец и маятник                           | The Pit And The Pendulum               | Торквемада                     |
| 1991      | ф   | Невозмутимый                                | Stone Cold                             | Чейнз, главарь байкеров        |
| 1991      | ф   | Братья по оружию                            | Comrades In Arms                       | Роб Рид                        |
| 1992      | ф   | Дженнифер-восемь                            | Jennifer Eight                         | сержант Фредди Росс            |
| 1992      | ф   | Чужой 3                                     | Alien³                                 | Бишоп                          |
| 1992      | ф   | Чрезмерное насилие                          | Excessive Force                        | Девлин                         |
| 1993      | ф   | Супербратья Марио                           | Super Mario Bros.                      | король                         |
| 1993      | ф   | Трудная мишень                              | Hard Target                            | мистер Фушон                   |
| 1993      | ф   | Спец по оружию                              | The Outfit                             | Шульц                          |
| 1993      | ф   | Преступный склад ума                        | The Criminal Mind                      | Уинслоу                        |
| 1993      | ф   | Лучший друг человека                        | Man's Best Friend                      | доктор Джаррет                 |
| 1994      | ф   | Цвет ночи                                   | Color of night                         | Бак                            |
| 1994      | ф   | Побег невозможен                            | No Escape                              | Отец                           |
| 1994      | ф   | Бульвар                                     | Boulevard                              | МакКларен                      |
| 1994      | ф   | Порох                                       | Spitfire                               | Ричард                         |
| 1995      | ф   | Природа зверя                               | The Nature of the Beast                | Джек                           |
| 1995      | ф   | Аврора: Операция «Перехват»                 | Aurora: Operation Intercept            | Уильям                         |
| 1995      | ф   | Быстрый и мёртвый                           | The Quick and the Dead                 | «Туз» Хэнлон                   |
| 1995      | ф   | Потрошитель разума                          | Mind Ripper                            | Джеймс Стоктон                 |
| 1995      | ф   | Мертвец                                     | Dead Man                               | Коул Уилсон                    |
| 1995      | ф   | Пудра                                       | Powder                                 | шериф Даг Барнум               |
| 1995      | в   | Баха                                        | Baja                                   | Барнс                          |
| 1996—1999 | с   | Тысячелетие                                 | Millennium                             | Фрэнк Блэк                     |
| 1997      | ф   | Полуночный стрелок                          | Gunfighter's Moon                      | Фрэнк Морган                   |
| 1999      | мф  | Тарзан                                      | Tarzan                                 | озвучивание                    |
| 1999      | с   | Секретные материалы                         | The X-Files                            | Фрэнк Блэк                     |
| 2000      | ф   | Крик 3                                      | Scream 3                               | Джон Милтон                    |
| 2001      | тф  | Бермудский треугольник                      | Lost Voyage                            | Дэвид                          |
| 2002      | в   | Давилка 2: Компьютерный убийца              | The Mangler 2                          | Брэдин, директор школы         |
| 2002      | док | Экспедиция «Бисмарк»                        | Expedition: Bismarck                   | ведущий, рассказчик            |
| 2004      | ф   | Дом страха                                  | Madhouse                               | доктор Фрэнкс                  |
| 2004      | ф   | Чужой против Хищника                        | AVP: Alien vs. Predator                | Чарльз Бишоп Уэйлэнд           |
| 2004      | ф   | Модильяни                                   | Modigliani                             | Фостер Кане                    |
| 2004      | ф   | Версия 1.0                                  | One Point 0                            | Ховард                         |
| 2005      | в   | Восставший из ада 8: Мир ада                | Hellraiser: Hellworld                  | The Host                       |
| 2005      | ф   | Непобедимая команда суперобезьянок          | Super Robot Monkey Team Hyperforce Go! | Mobius Quint                   |
| 2005      | мтф | На Запад                                    | Into the West                          | Дэниэл Хиллер                  |
| 2006      | ф   | Когда звонит незнакомец                     | When a Stranger Calls                  | голос незнакомца               |
| 2006      | тф  | Услуги преисподней стоят дорого             | Pumpkinhead: Ashes to Ashes            | Эд Харли                       |
| 2006      | ф   | Пираты Острова Сокровищ                     | Pirates of Treasure Island             | Длинный Джон Сильвер           |
| 2007      | тф  | Услуги преисподней стоят дорого 2: Вендетта | Pumpkinhead: Blood Feud                | Эд Харли                       |
| 2007      | ф   | Сухая кость                                 | Bone Dry                               | Джимми                         |
| 2008      | док | Приключения в озвучке                       | Adventures in Voice Acting             | в роли самого себя             |
| 2008      | ф   | Карточный долг                              | Pistol Whipped                         | Старик                         |
| 2008      | ф   | Закат в прериях                             | Prairie Fever                          | Джеймс                         |
| 2008      | ф   | Аппалуза                                    | Appaloosa                              | Ринг Шелтон                    |
| 2008      | ф   | Один в темноте 2                            | Alone in the Dark II                   | Эбнер Ландберг                 |
| 2008—2009 | мс  | Трансформеры                                | Transformers Animated                  | Локдаун                        |
| 2009      | ф   | Верзила Салмон                              | The Slammin' Salmon                    | Dick Lobo                      |
| 2009      | в   | Крикуны 2: Охота                            | Screamers: The Hunting                 | отшельник                      |
| 2009—2009 | с   | Морская полиция: Спецотдел                  | NCIS                                   | шериф Бойд                     |
| 2009      | ф   | Тело Дженнифер                              | Jennifer's Body                        | в эпизоде                      |
| 2010      | с   | Мемфис Бит                                  | Memphis Beat                           | Том Харрисон                   |
| 2010      | с   | Касл                                        | Castle                                 | Бенни Стрикер                  |
| 2010      | ф   | Подходящий день, чтобы сделать это          | Good Day for It                        | Лайл                           |
| 2010      | мс  | Мстители: Могучие Герои Земли               | The Avengers: Earth's Mightiest Heroes | озвучивание                    |
| 2011      | ф   | Вой Банши                                   | Scream of the Banshee                  | Бродерик Дункан                |
| 2012      | мс  | Аватар: Легенда о Корре                     | Avatar: The Legend of Korra            | лейтенант                      |
| 2012      | мс  | Трон: Восстание                             | Tron: Uprising                         | генерал Теслер                 |
| 2013      | ф   | Книга Даниила                               | The Book of Daniel                     | Кир                            |
| 2014      | ф   | Последний друид: Войны гармов               | Garm Wars: The Last Druid              | Вуд-256                        |
| 2014      | ф   | Пробуждение тьмы                            | Dark Awakening                         | Пастор Пэтер О’Мелли           |
| 2015      | ф   | Ужаленные                                   | Stung                                  | мэр Карутерс                   |
| 2016      | ф   | Конец дня                                   | Daylight's End                         |                                |
| 2016      | с   | Легенды завтрашнего дня                     | Legends of Tomorrow                    | Тодд Райс / Обсидиан           |
| 2017      | ф   | Мама и папа                                 | Mom and Dad                            | Мел Райан                      |
| 2017      | ф   | Эта старая машина                           | This Old Machine                       |                                |
| 2018      | ки  | Detroit: Стать человеком                    | Detroit: Become Human                  | Карл Манфред                   |
| 2018      | ф   | Большая легенда                             | Big Legend                             |                                |
| 2020      | ф   | Падение                                     | Falling                                | Уиллис                         |
| 2022      | ки  | Добыча                                      | The Quarry                             | Джедедайя Хэкетт               |
| 2022      | ф   | Искусительница                              | The Artifice Girl                      | Гарет                          |

## Награды и номинации
- 1988
  - премия «Сатурн» — лучший актёр («Тыквоголовый», за роль Эда Харли)
- 1994
  - премия «Сатурн» — лучший актёр второго плана («Трудная мишень», за роль Эмиля Фушона)
- 1997
  - премия «Сатурн» — лучший телеактёр («Тысячелетие», за роль Фрэнка Блэка)
  - премия «Золотой глобус» — лучшая мужская роль в драматическом телесериале («Тысячелетие», за роль Фрэнка Блэка)
- 1998
  - премия «Золотой глобус» — лучшая мужская роль в телесериале — драма («Тысячелетие», за роль Фрэнка Блэка)
- 1999
  - премия «Сатурн» — лучший телеактёр («Тысячелетие», за роль Фрэнка Блэка)
  - премия «Золотой глобус» — лучшая мужская роль в телесериале — драма («Тысячелетие», за роль Фрэнка Блэка)
- 2009
  - премия «Сатурн» — за достижения в карьере

## Игры
- 2002 — «Run Like Hell» — Ник Коннер
- 2002 — «Red Faction II» — Молов
- 2005 — «GUN» — Томас МакГрудер
- 2007 — «Mass Effect» — Адмирал Стивен Хакетт
- 2009 — «The Chronicles of Riddick: Assault on Dark Athena» — Дачер
- 2009 — «Call of Duty: Modern Warfare 2» — Генерал Шепард
- 2010 — «Aliens vs. Predator 2010» — Карл Бишоп Вейланд
- 2011 — «Mass Effect 2» — Адмирал Стивен Хакетт
- 2011 — «Star Wars: The Old Republic» — Jedi Master Gnost-Dural
- 2012 — «Mass Effect 3» — Адмирал Стивен Хакетт
- 2013 — «Aliens: Colonial Marines» — андроид Бишоп
- 2018 — «Detroit: Become Human» — Карл Манфред
- 2022 — «The Quarry» — Джедидайя Хэккет